# Аполония (фестивал)
Вижте пояснителната страница за други значения на Аполония.
Празници на изкуствата „Аполония“, или само „Аполония“, е български културен фестивал, провеждан ежегодно в Созопол. Основната идея на фестивала е съхраняване на културните традиции и подкрепянето на новите таланти. Фестивалът се провежда с продължителност, определена от организационния комитет.

## История
Първият фестивал „Аполония“ е проведен през 1984 г. и се нарежда сред първите по рода си прояви в България. Основател на Празниците на изкуствата „Аполония“ е професор Димо Димов. До 1990 г. през септември в Созопол се провеждат Празниците на изкуствата „Аполония“, а през януари в София – Зимна академия на изкуствата „Аполония“. През 1991 г. е създадена Фондация „Аполония“, която и досега организира Празниците на изкуствата.

## Програма
За десет дни на петте фестивални сцени се представят концерти (класическа музика, фолклор, джаз и поп), театрални постановки, игрално и документално кино. Във фестивалната програма присъстват и представяния на книги, както и изложби.

## Награда „Аполон Токсофорос“
От 1999 г. Фондация Аполония пресъжда наградата „Аполон Токсофорос“ за изключителен принос в развитието на българската култура и представянето ѝ зад граница.

### Носители
- 1999 – Людмил Ангелов, пианист
- 2000 – Ицхак Финци, актьор
- 2001 – Теодосий Спасов, музикант
- 2002 – Георги Данаилов, писател
- 2003 – Мариус Куркински, актьор и режисьор
- 2004 – град Созопол
- 2005 – Георги Господинов, писател
- 2006 – Александър Морфов, режисьор
- 2007 – Самуел Финци, актьор
- 2008 – АГИТПРОП, подуцентска къща
- 2009 – Иво Хаджимишев, художник-фотограф, БНТ, БНР
- 2010 – Елица Тодорова и Стоян Янкулов, музиканти
- 2011 – Васил Петров, певец
- 2012 – Александрина Пендачанска, оперна певица[1]
- 2013 – Красимира Стоянова, оперна певица[2]
- 2014 – Минчо Минчев, цигулар[3]
- 2015 – Петър Вълчанов и Кристина Грозева, кинорежисьори
- 2016 – Иван Теофилов, поет, драматург[4][5]
- 2017 – Павел Койчев, скулптор[6][7]
- 2018 – Греди Асса, художник[8]
- 2019 – Балет „Арабеск“[9]
- 2020 – Живко Петров, музикант[10][11]
- 2021 – Камерен ансамбъл „Софийски солисти“[12]
- 2022 – „Иво Папазов – Ибряма[13]